# Bodrogi Dénes
Bodrogi Dénes; névváltozatok: Bodroghy, Dienes (Székelyudvarhely, 1836. december 28. – Újpest, 1887. április 1.) színész.

## Családja
Felesége Pavlon Lina, leánya Bodrogi Mária színésznők. Veje Baghy Gyula színész, unokája Baghy Gyula író, költő, nyelvész, színész, eszperantista.

## Életútja
Színésszé lett 1857. szeptember 15-én, Székelyudvarhelyt, Bács Károly színtársulatánál. Egy évvel később első ízben ment Szegedre, Szabó József társulatához, ahonnan ismét Bácshoz szerződött, azután Hubay Gusztáv társulatához került, ahol az első évet megszakítva, 11 évet töltött egyfolytában és azalatt játszott Szabadkán, Aradon, Győrött. 11 év után Latabár Endre kassai társaságához szegődött, majd Lászy Vilmos, Csóka Sándor (Brassó) volt az igazgatója. Ekkor az ország kisebb igazgatóinál működött, 1868. év őszéig, azután Budán játszott, Molnár György társulatánál, a Budai Népszínház tagja volt. Molnárnak azonban balul ütött ki a szezonja, erre Bodrogi ismét vándorútra tért és a kisebb igazgatóknál lépett fel: Albisinél, Völgyi Györgynél, Kétszerynél, stb. 1876-ban Aradi Gerő társulatánál működött, Szegeden, ahol 1882. évi február hó 15-én ünnepelte színpadira lépésének 25 éves jubileumát, a Bánk bánban. Szeged város díszpolgára volt. Operettbuffo és apaszerepeket játszott. Halálát szívszélhűdés okozta.

## Fontosabb szerepei
- Barteaud apó (Birch–Pfeiffer: Tücsök)
- Sertorius (Feuillet: Delila)
- Szilágyi Mihály (Dobsa L.: Hunyadi László)

## Működési adatai
1857: Bács Károly; 1860: Szabó József, Budayné; 1861: Takács Ádám; 1862–65: Hubay Gusztáv; 1866: Latabár Endre; 1867: Budai Népszínház; 1868: Fehérváry Antal; 1869–73: Hubay Gusztáv; 1873: Temesvári Lajos, Hubay Gusztáv; 1874: Lászy Vilmos; 1876–82: Aradi Gerő; 1883: Völgyi György; 1885: Mészáros Kálmán.